# Eustomias uniramis
Eustomias uniramis är en fiskart som beskrevs av Clarke, 1999. Eustomias uniramis ingår i släktet Eustomias och familjen Stomiidae. Inga underarter finns listade i Catalogue of Life.